# Elias Johansson
Elias Walfrid Johansson, född 13 februari 1887 i Drälinge, Björklinge socken, död 11 maj 1944 i Spånga, var en svensk teatermålare och målare.
Johansson studerade vid Tekniska skolan i Uppsala 1900–1906 och Uppsala universitets målarskola 1905–1906 samt vid Althins målarskola i Stockholm 1907–1909. Han var anställd av Carl Grabow som dekorationsmålare 1906–1916 och anställdes som dekorationsmålare vid Svensk filmindustri 1926 för att 1932 övergå till att bli teatermålare vid Komediteatern i Stockholm. Johansson är begravd på Norra begravningsplatsen utanför Stockholm.

## Teater

### Scenografi (ej komplett)
| År   | Produktion                                               | Upphovsmän                                     | Regi          | Teater                  | Noter                                |
| ---- | -------------------------------------------------------- | ---------------------------------------------- | ------------- | ----------------------- | ------------------------------------ |
| 1920 | Carlssons underbara resa, revy                           | Ji-de-On                                       |               | Pallas-Teatern          |                                      |
| 1921 | Prinsessan som inte kunde skratta, revy                  | Gideon Wahlberg                                |               | Pallas-Teatern          |                                      |
| 1922 | Alla flickors Carlson, revy                              | Max Lander och Max Roland                      | Willi Wells   | Pallas-Teatern          |                                      |
| 1922 | Trilby                                                   | George du Maurier Dramatisering Paul M. Potter | Albert Ståhl  | Centralteatern          | Tillsammans med Manne Hallengren     |
| 1922 | Kameliadamen La Dame aux camélias                        | Alexandre Dumas d.y.                           | Albert Ståhl  | Centralteatern          | Tillsammans med Wilhelm Johan Meling |
| 1923 | Full fart, revy                                          | Max Lander och Max Roland                      |               | Pallas-Teatern          |                                      |
| 1923 | Rubb och stubb, revy                                     | Måns Ram                                       |               | Pallas-Teatern          |                                      |
| 1924 | Knutte Knopp, eller Varsågoda: Allt för alla', revy      | Max Lander och Max Roland                      | Willi Wells   | Pallas-Teatern          |                                      |
| 1926 | Rays rara rackarungar, eller Grand Hôtel Lundquist, revy | Max Lander                                     | Gustaf Werner | Pallas-Teatern          |                                      |
| 1938 | Värmlänningarna                                          | Fredrik August Dahlgren och Andreas Randel     | Ernst Eklund  | Skansens friluftsteater | Tillsammans med Gotthard Gustafsson  |
| 1939 | Henrik och Pernilla Henrik og Pernille                   | Ludvig Holberg                                 | Arne Lydén    | Oscarsteatern           |                                      |